# 대한민국 민법 제413조
대한민국 민법 제413조는 연대채무의 내용에 대한 민법 채권법 조문이다.

## 조문
제413조 (연대채무의 내용) 수인의 채무자가 채무 전부를 각자 이행할 의무가 있고 채무자1인의 이행으로 다른 채무자도 그의무를 면하게 되는 때에는 그 채무는 연대채무로 한다.

## 참고 문헌
- 오현수, 일본민법, 진원사, 2014. ISBN 9788963463452
- 오세경, 대법전, 법전출판사, 2014 ISBN 9788926210277
- 이준현 , LOGOS 민법 조문판례집, 미래가치, 2015. ISBN 9791155020869

## 같이 보기
- 연대채무